# ماه‌گرفتگی آوریل ۲۰۱۴
ماه‌گرفتگی ۱۵ آوریل ۲۰۱۴ (۲۶ فروردین ۱۳۹۳)، یک ماه‌گرفتگی کلی بود که در قاره آمریکا و استرالیا روی داد.

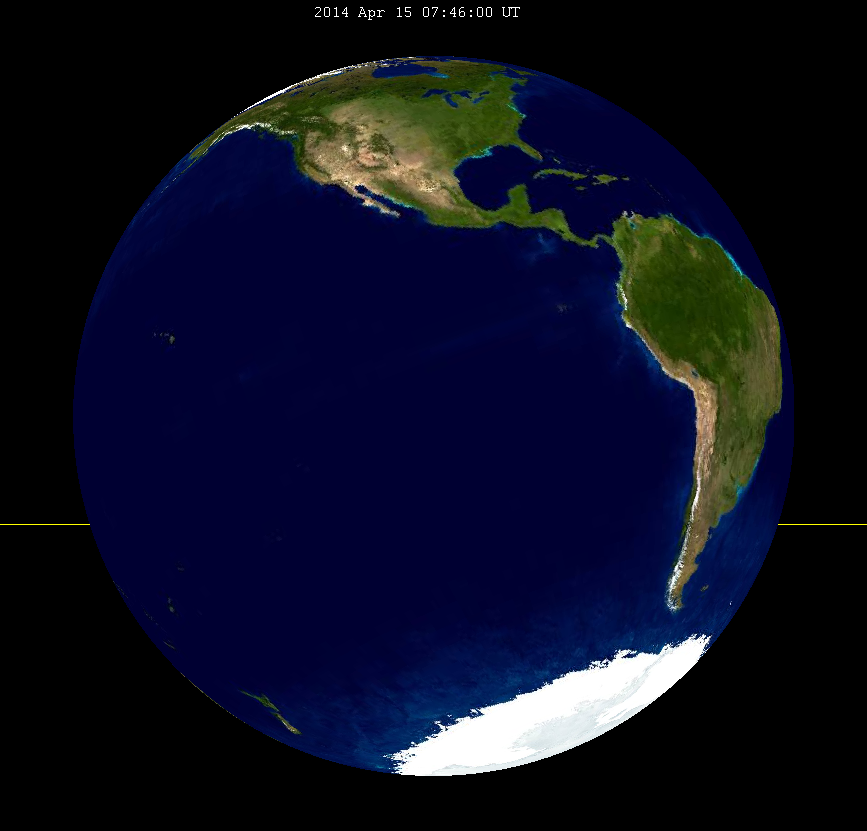
این ماه گرفتگی از آمریکا و استرالیا قابل رویت بود.

## نگارخانه

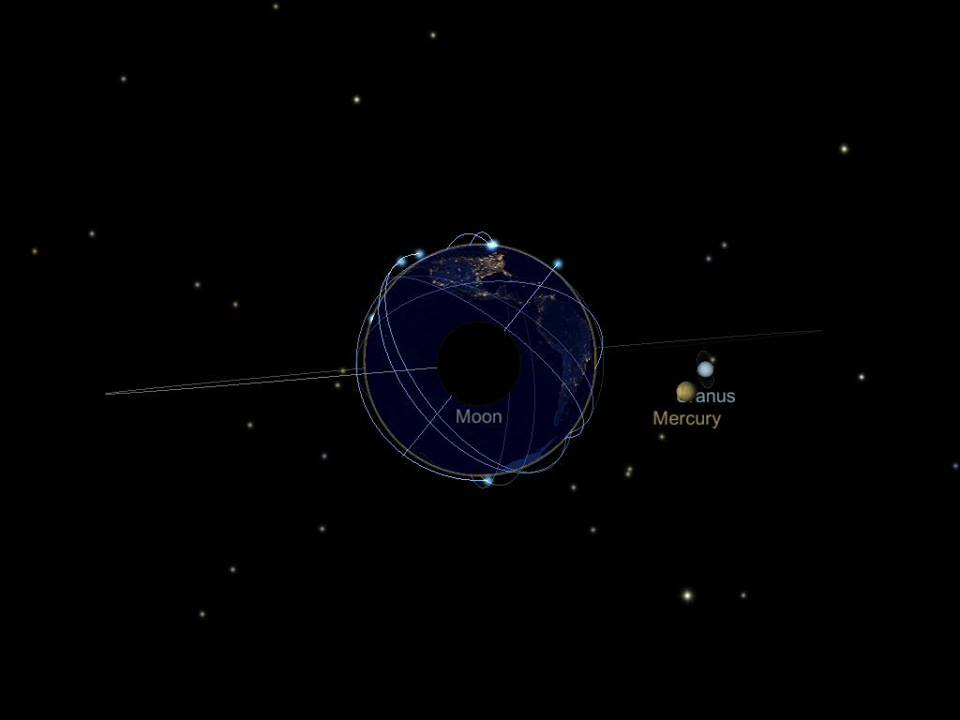
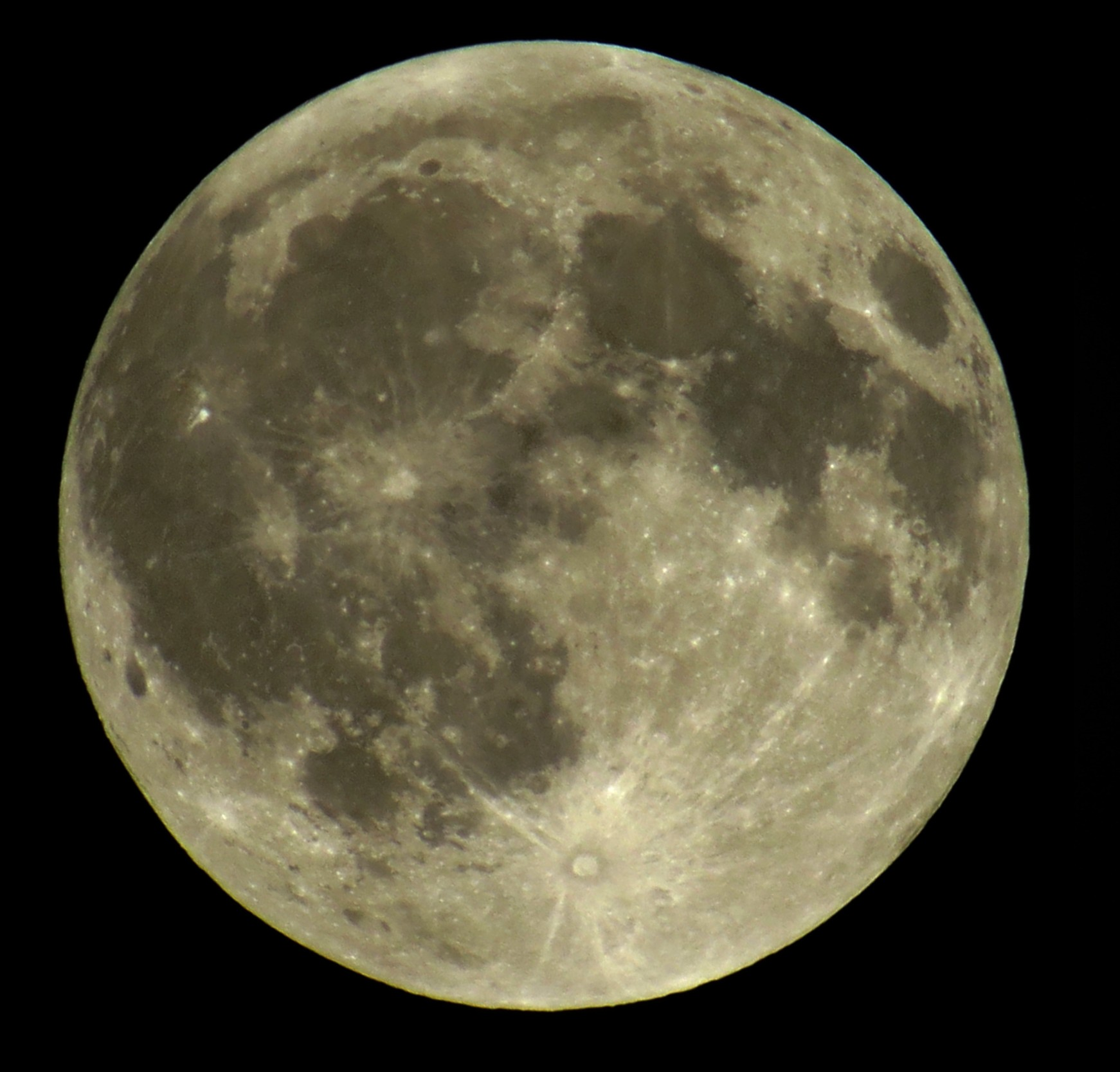
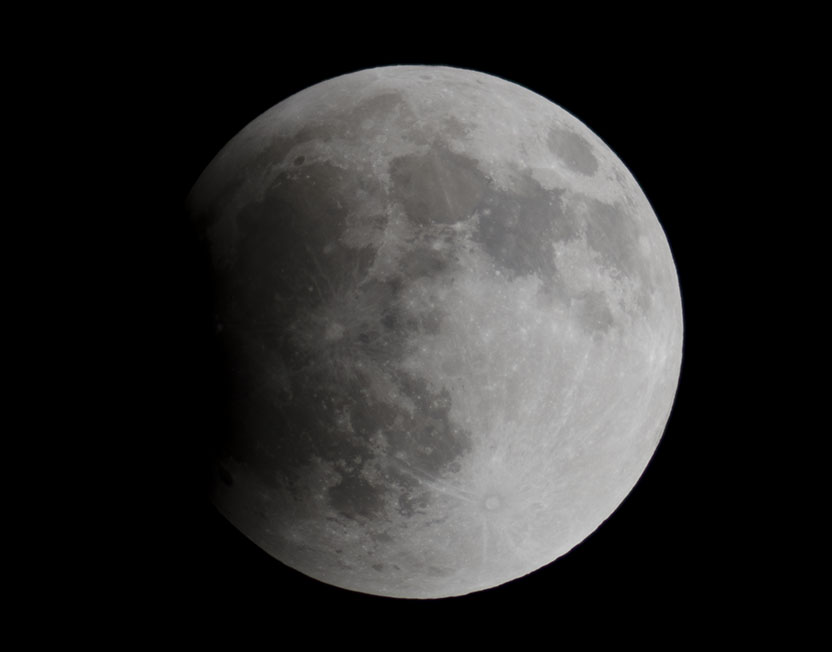
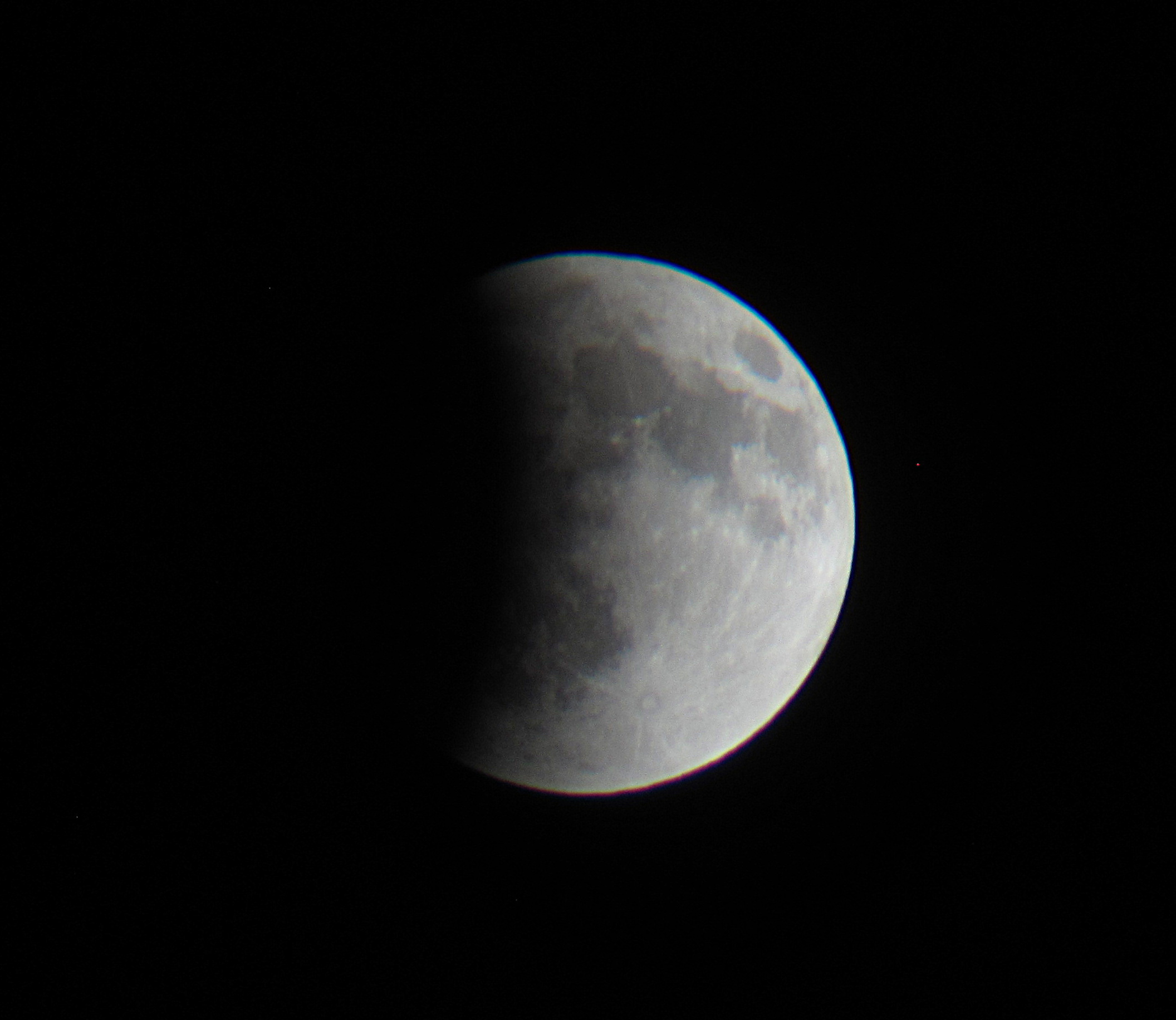
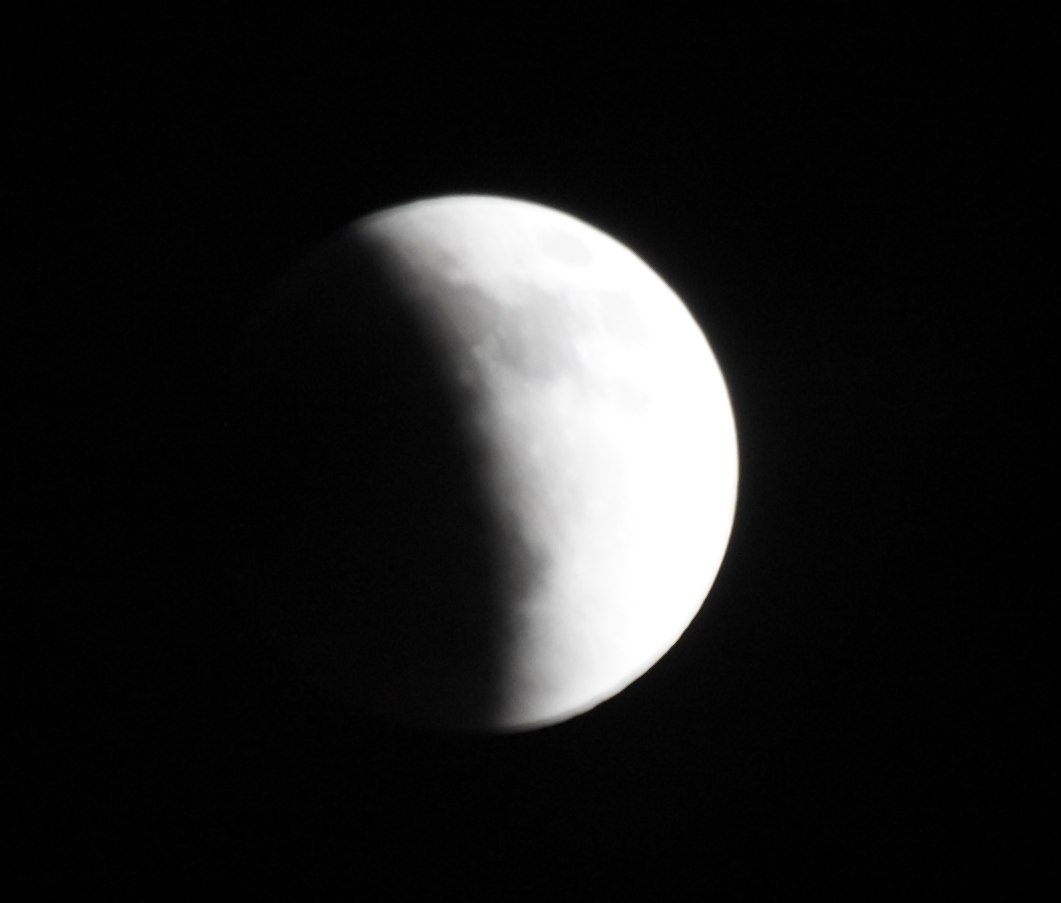
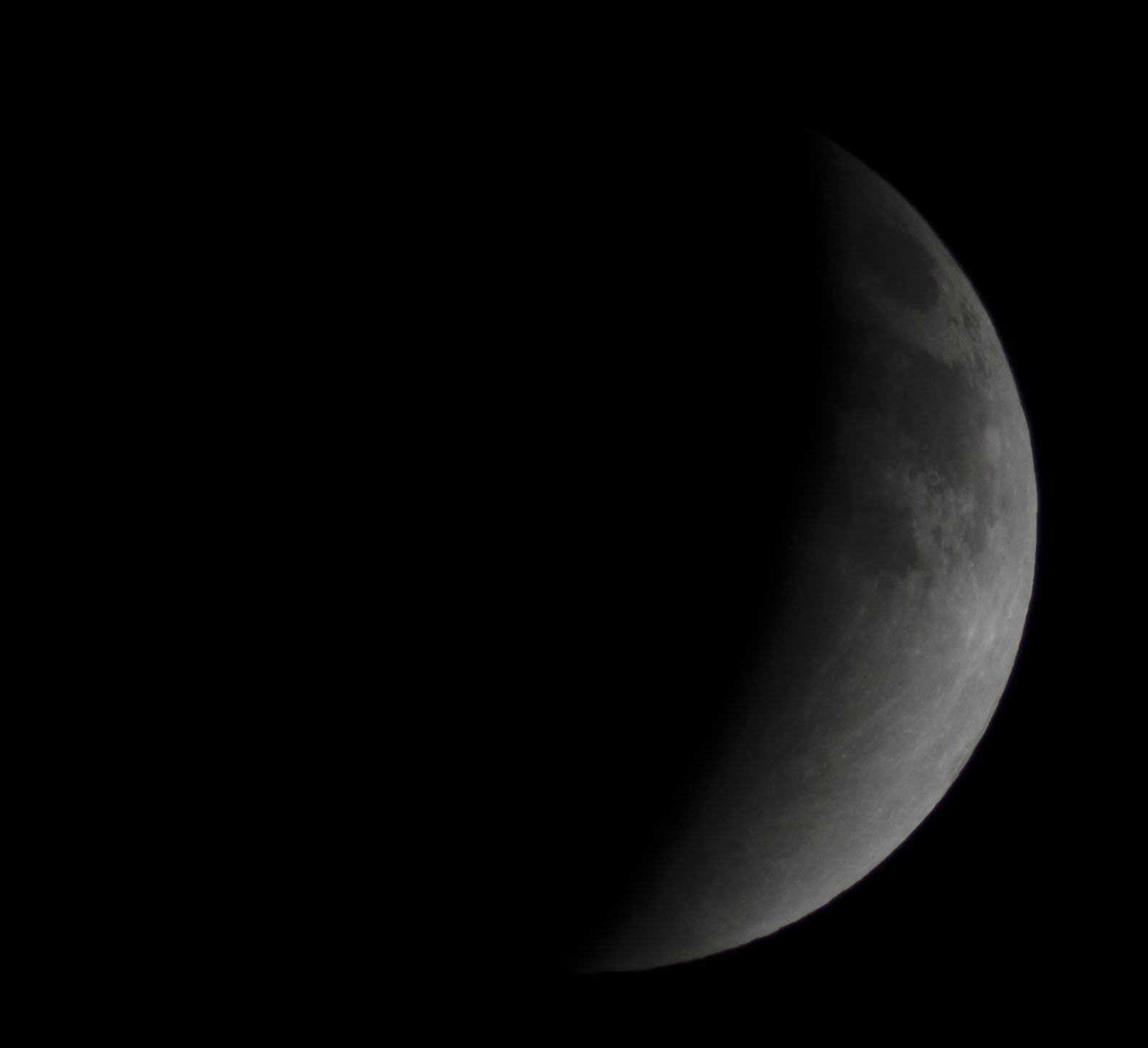
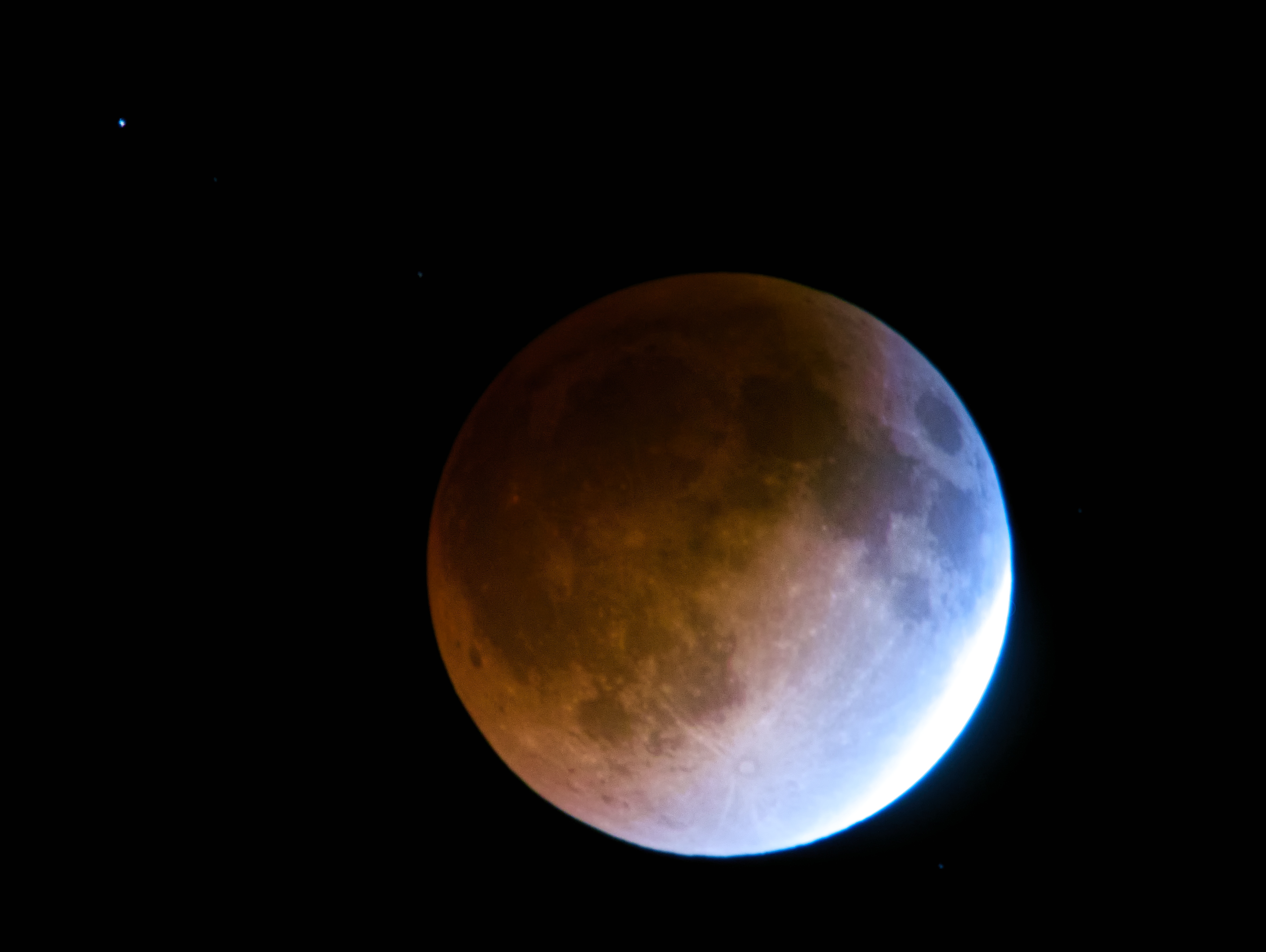
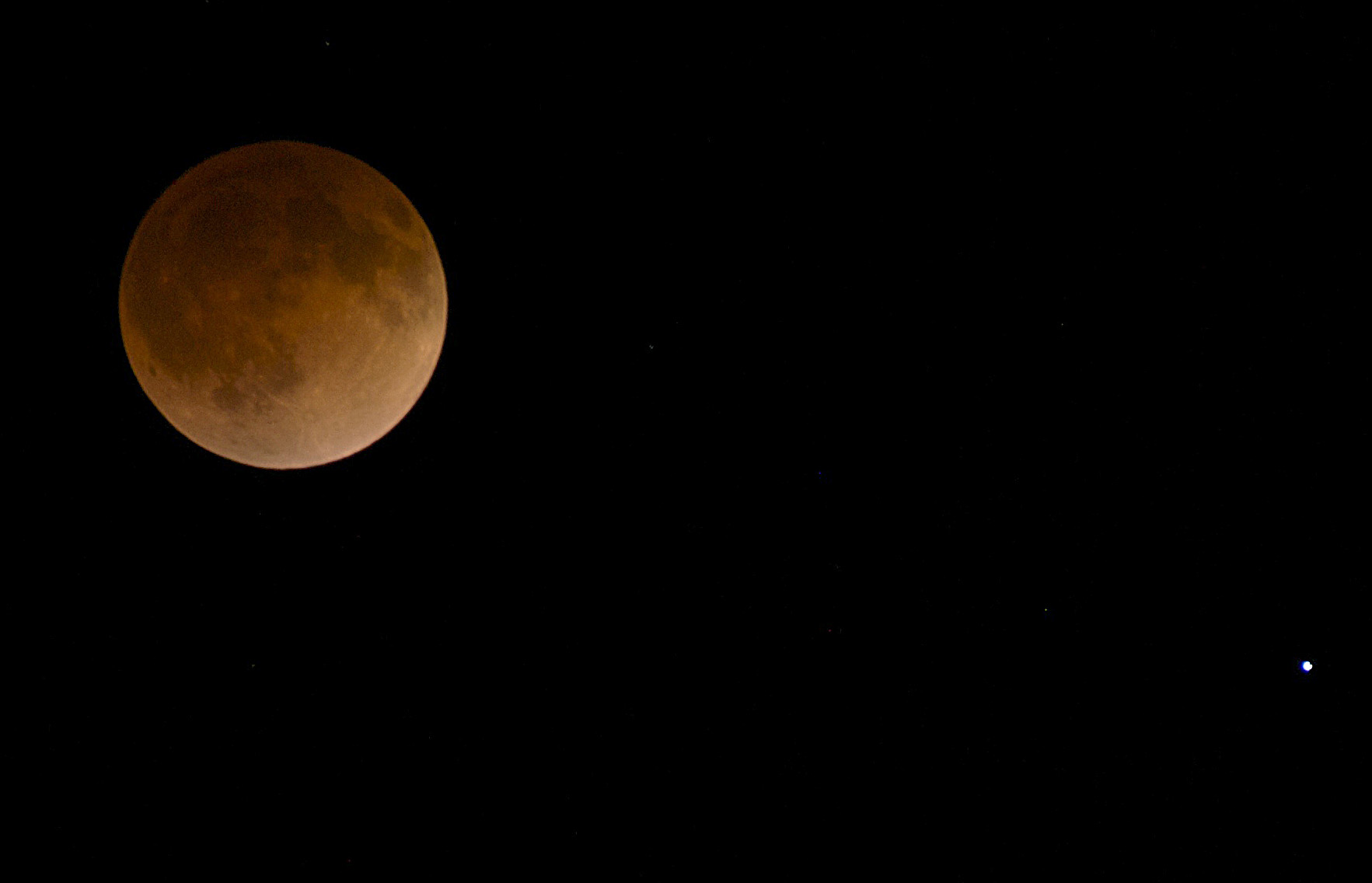
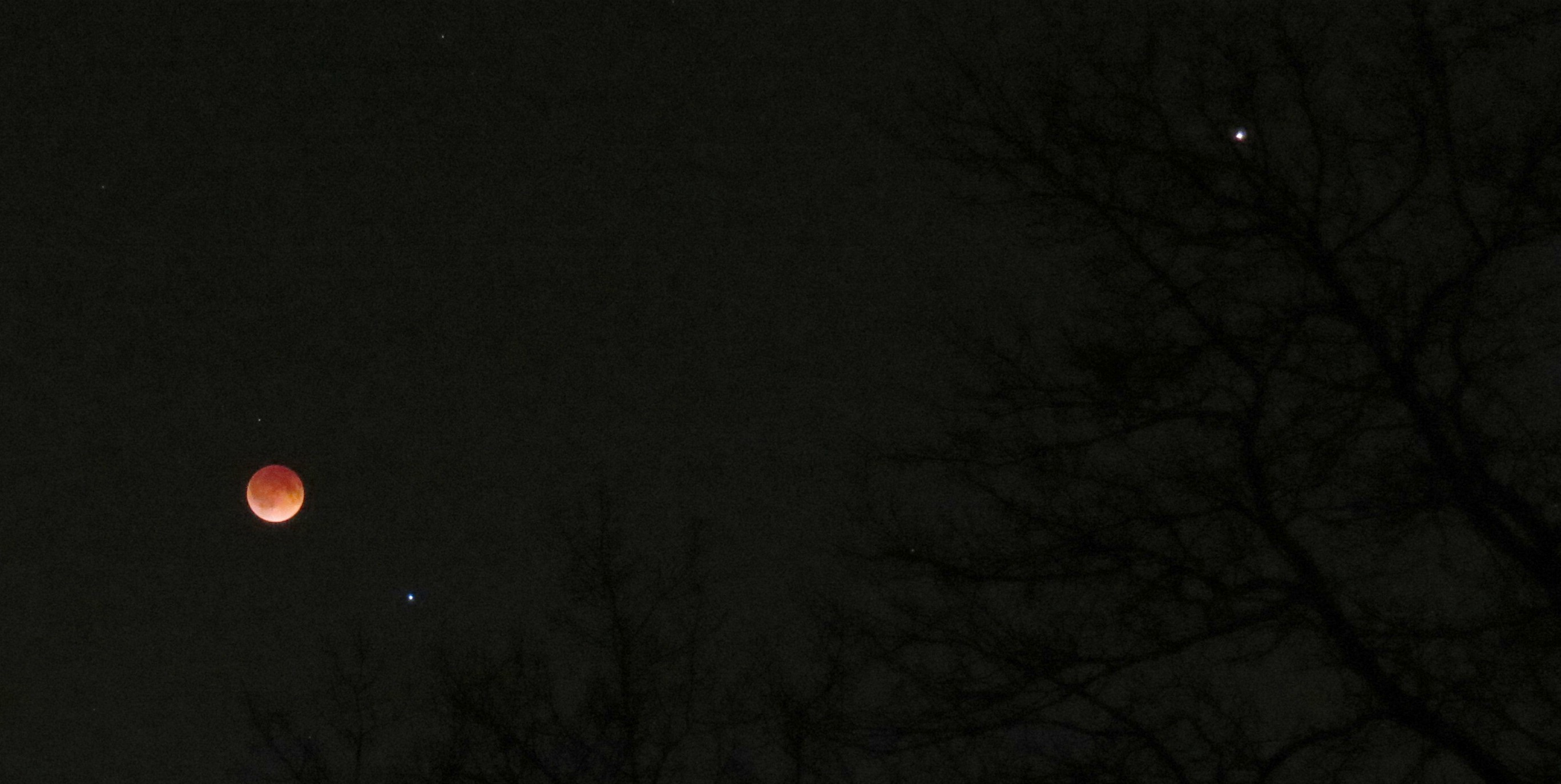
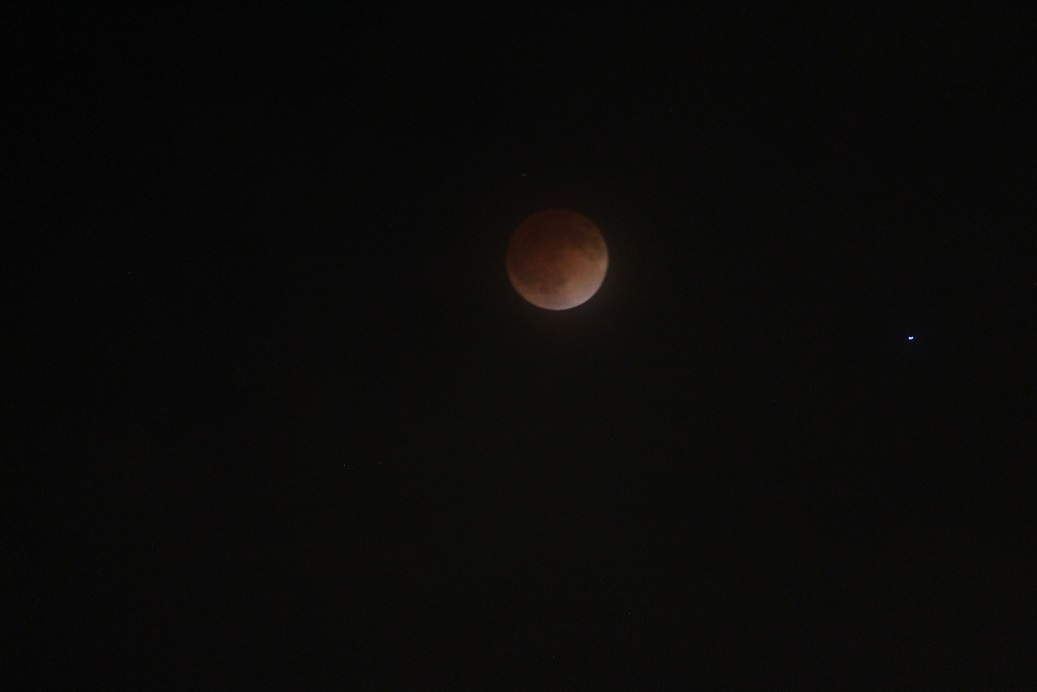
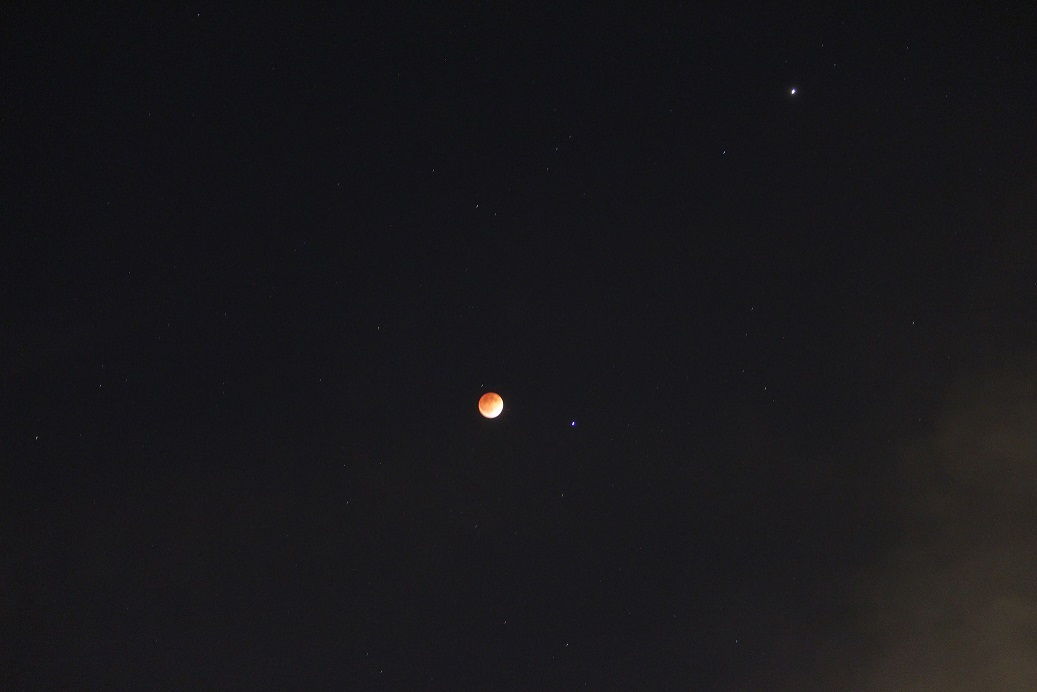
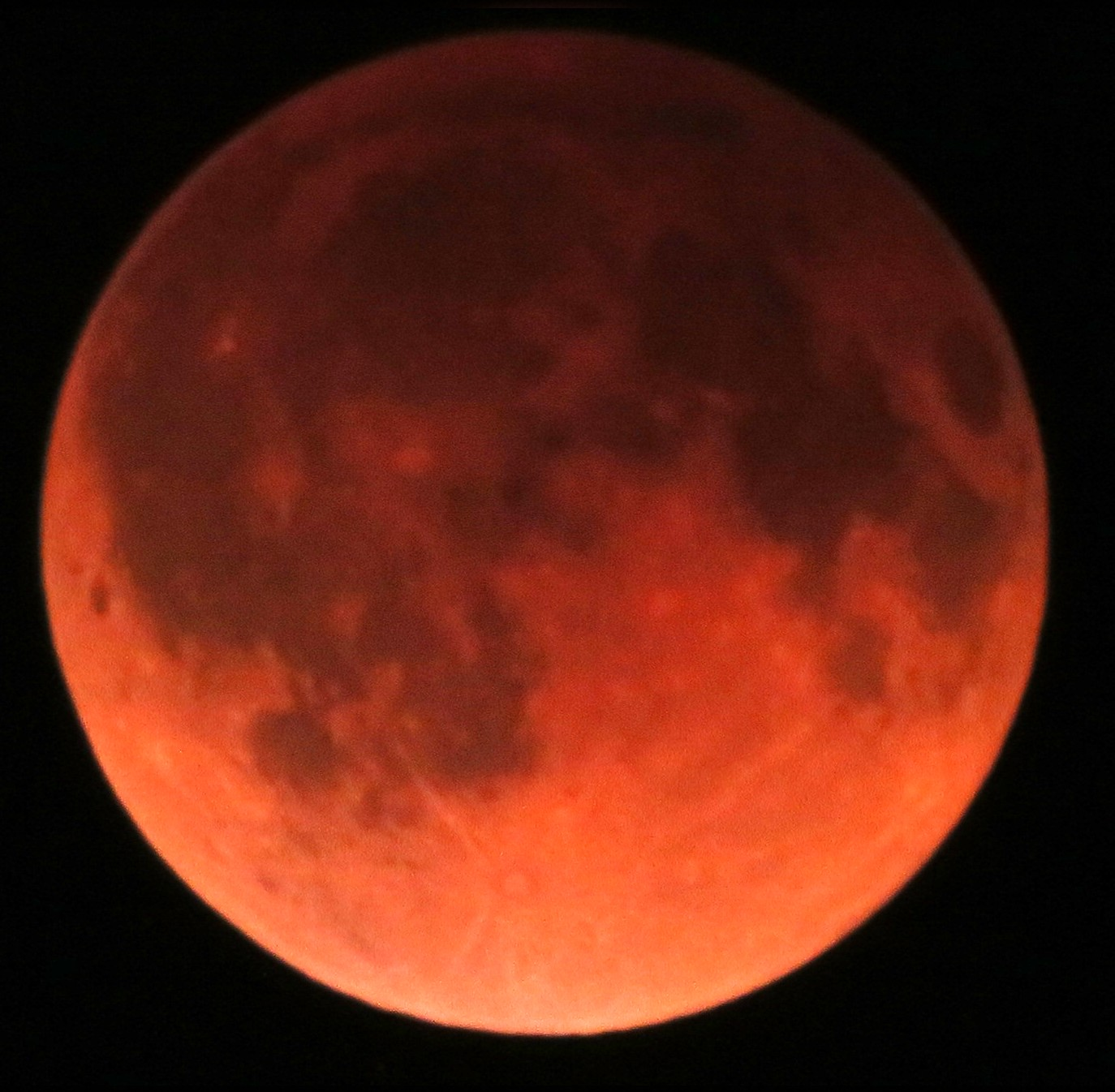
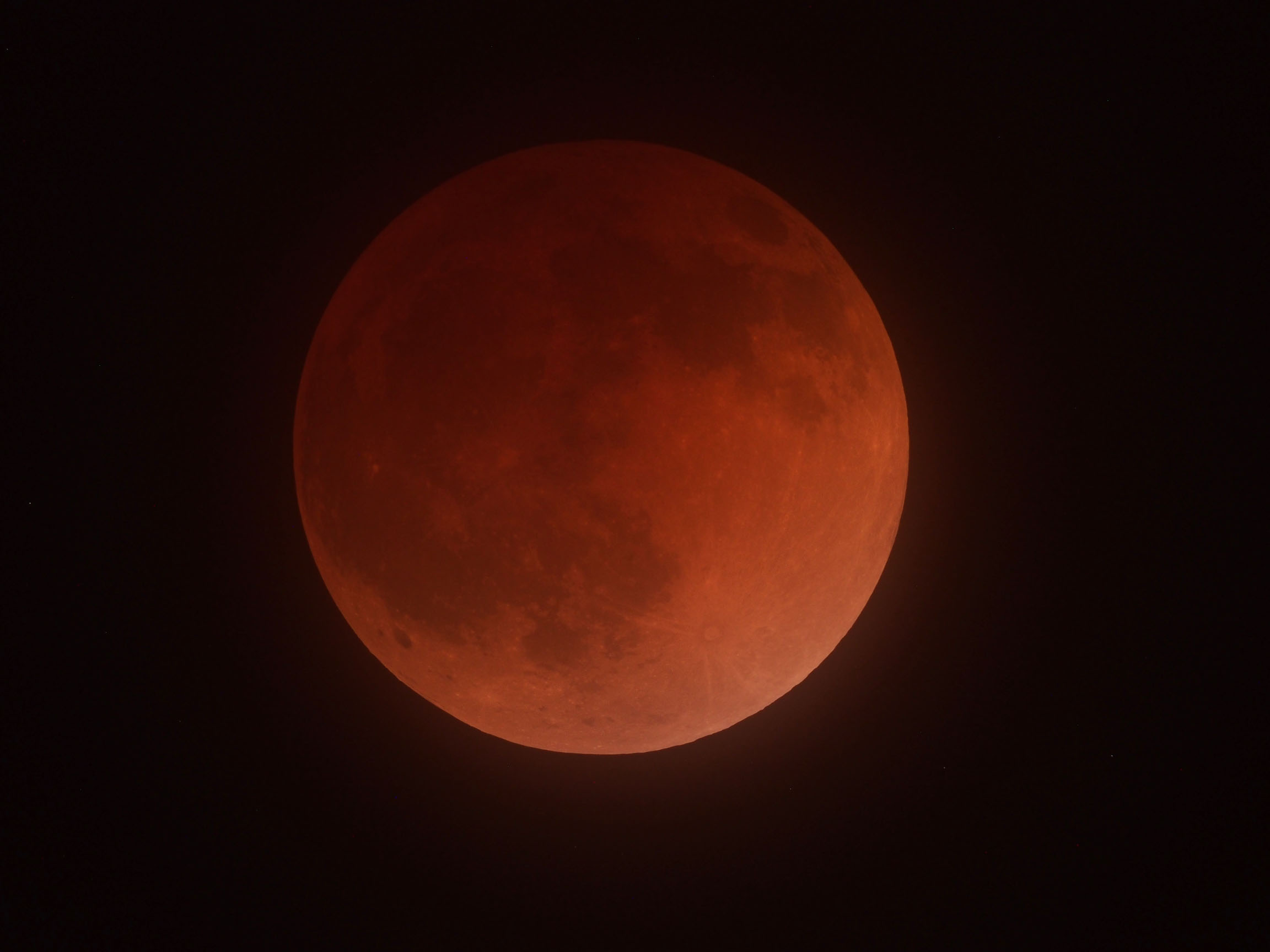
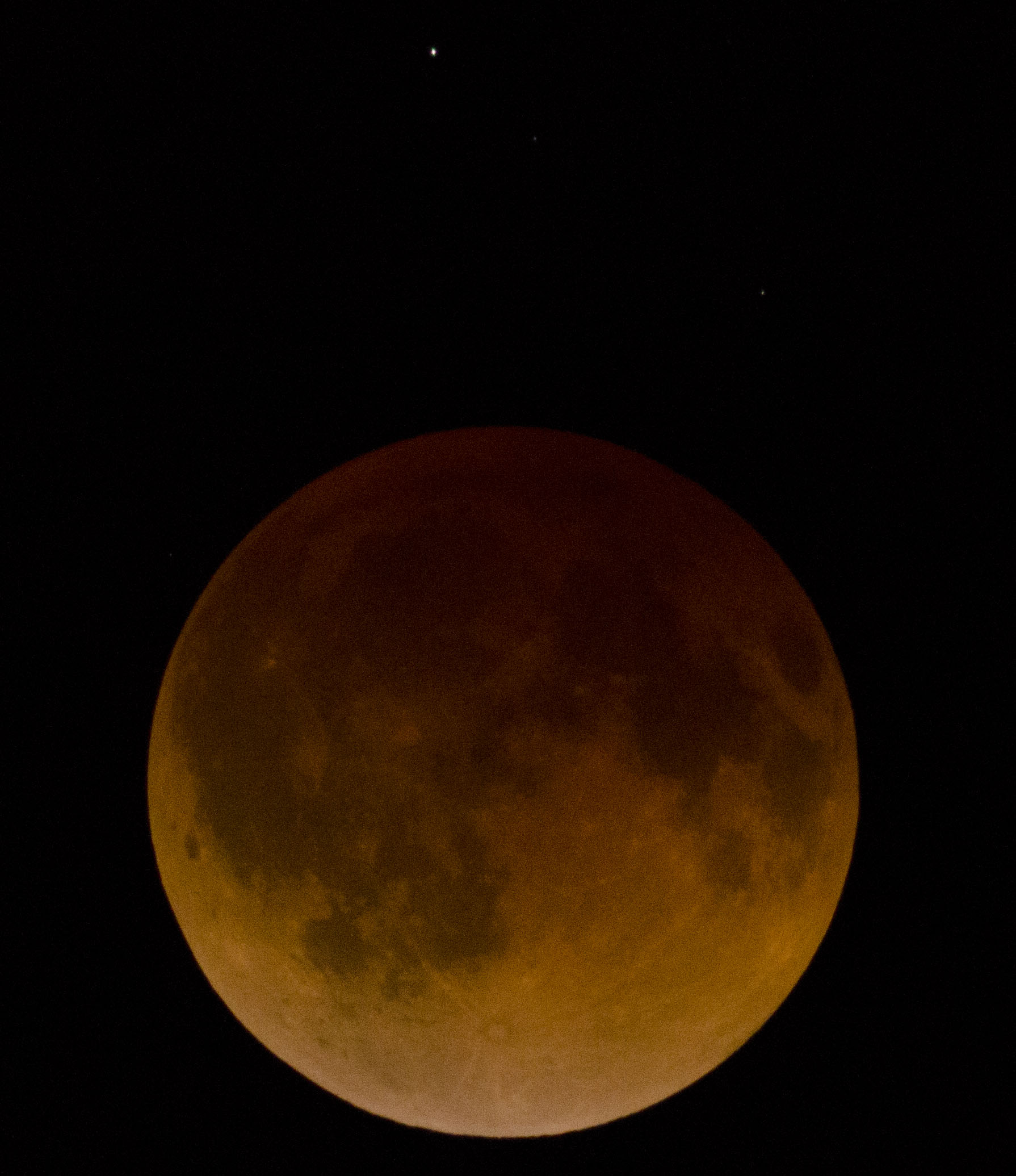
7:49 UTC-->
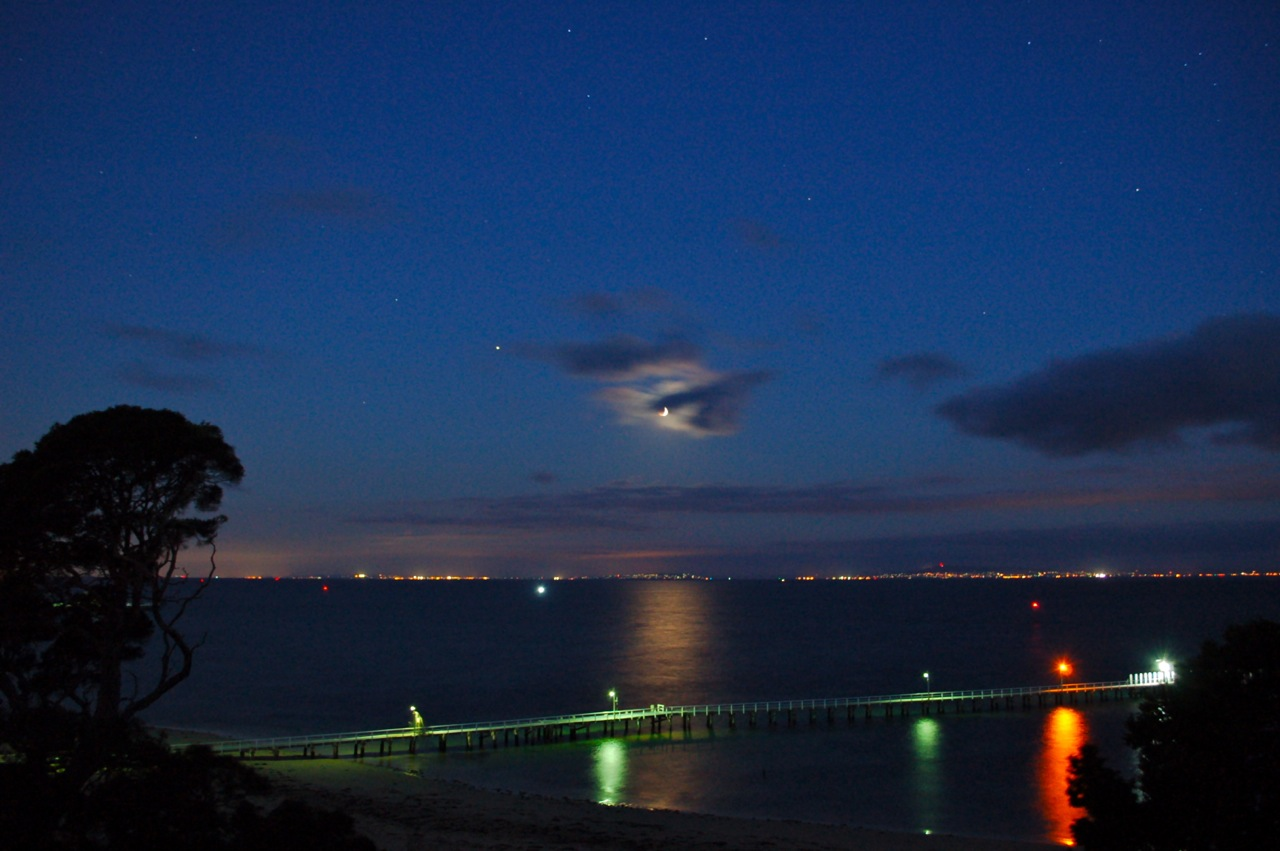
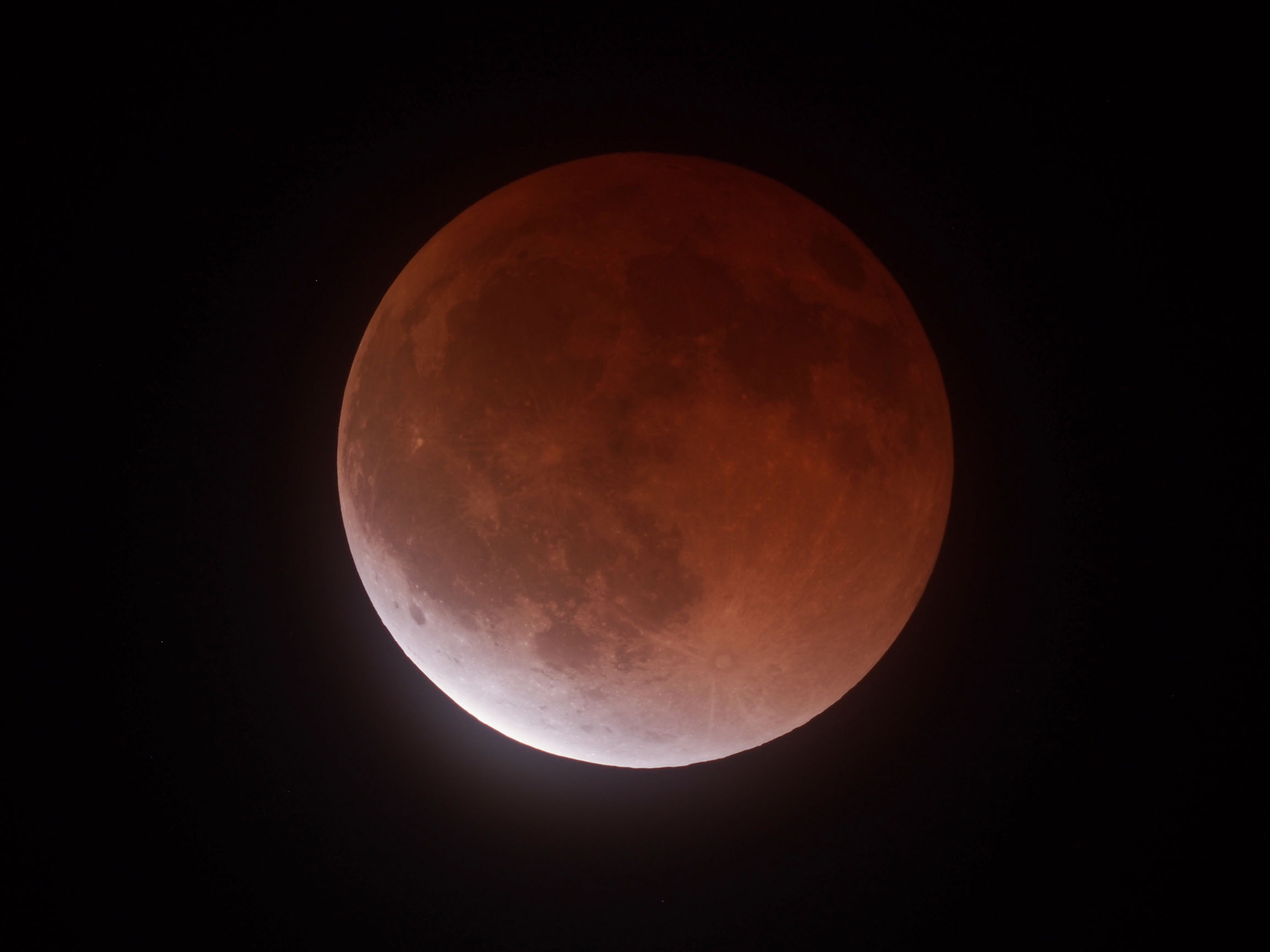
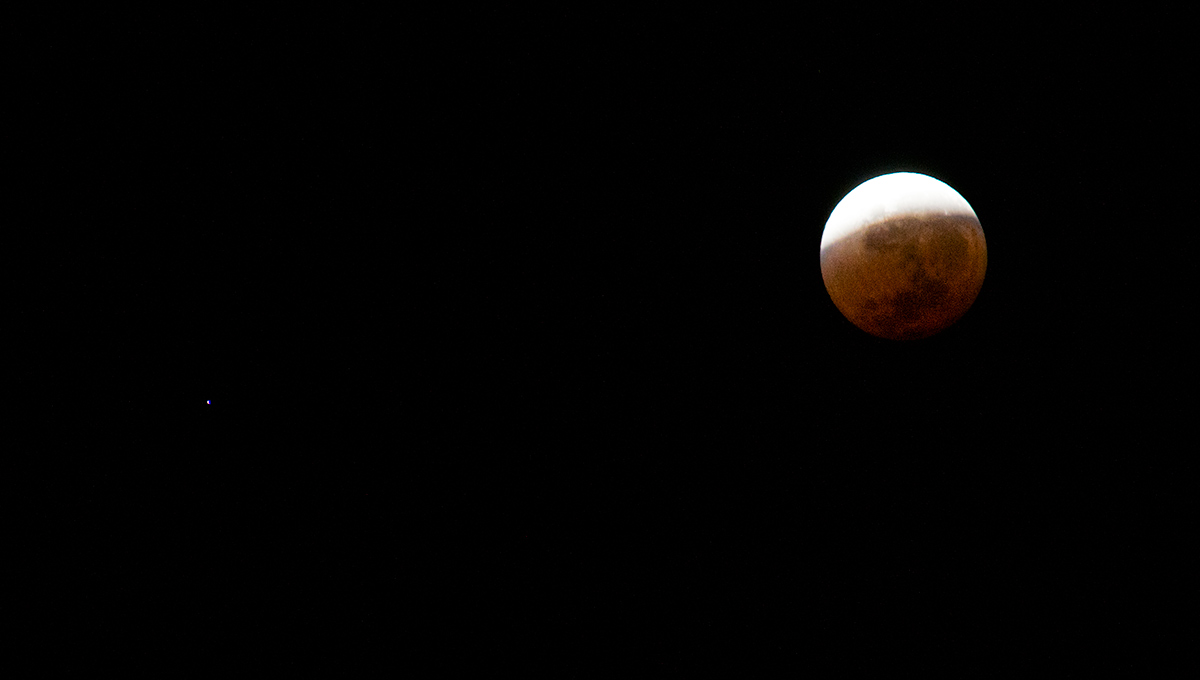
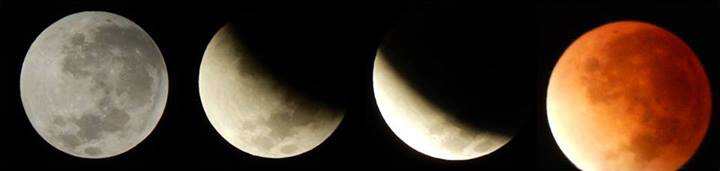
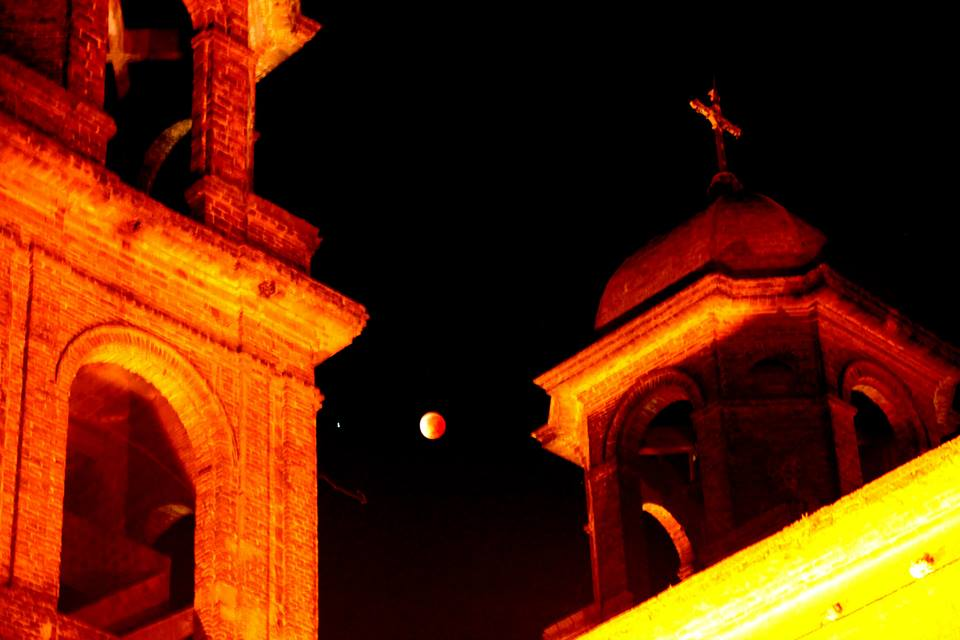
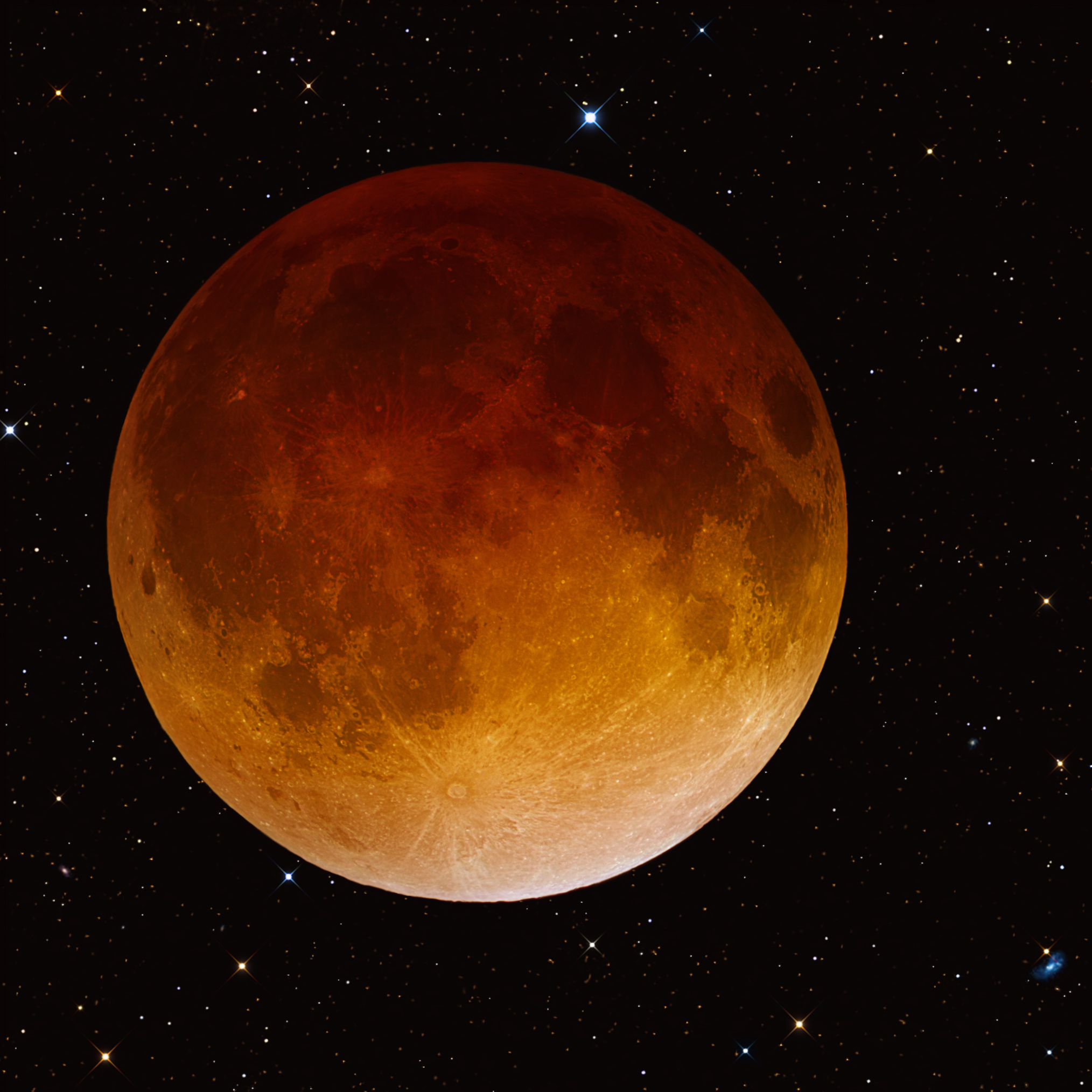